# Ancinnes
Ancinnes település Franciaországban, Sarthe megyében. Lakosainak száma 917 fő (2022. január 1.). Ancinnes Saint-Rémy-du-Val, Bourg-le-Roi, Champfleur, Chérisay, Livet-en-Saosnois, Louvigny, Neufchâtel-en-Saosnois, Rouessé-Fontaine és Villeneuve-en-Perseigne községekkel határos.

## Népesség
A település népességének változása:
| Lakosok száma | 959  | 972  | 982  | 949  | 938  | 936  | 942  | 938  | 917  |
|               | 2013 | 2015 | 2016 | 2017 | 2018 | 2019 | 2020 | 2021 | 2022 |